# Gossypium stocksii
Gossypium stocksii är en malvaväxtart som beskrevs av Maxwell Tylden Masters. Gossypium stocksii ingår i släktet bomull, och familjen malvaväxter. Inga underarter finns listade i Catalogue of Life.